# Katolički školski centar Petar Barbarić
Katolički školski centar "Petar Barbarić" Travnik je katolička školska ustanova koja se nalazi u gradu Travniku u Bosni, BiH. Nalazi se na adresi Školska 1, 72270 Travnik.
Ime nosi po najznačajnijem učeniku Velike travničke gimnazije, sluzi Božjem Petru Barbariću. Barbarić se je školovao u ovoj gimnaziji. Umro je na glasu svetosti 15. travnja 1897., a nadnevak njegove smrti se obilježava kao Dan škole.
Još za osmanske vlasti u Travniku, poznati plemenitaš, svjetski ugledni profesor i botaničar Erich von Brandis se zanimao za katolike u BiH, u koju je dolazio prije austro-ugarske vlasti. U Travnik je stigao 6. siječnja 1882. Odmah je počeo okupljati učenike stvarajući tako temelje znamenite travničke gimnazije. 
Značajniji upravni preduvjeti uspostave ove ustanovi su iz 1878., kad je Austro-Ugarska dobila od utjecajnih međunarodnih sila mandat za okupaciju BiH. Time su se otvorile mogućnosti za obnoviti redovitu crkvenu hijerarhiju.
1880. je godine Sveta Stolica tražila od bosanskohercegovačke Zemaljske vlade neka otvori pokrajinsko sjemenište.
Dana 5. srpnja 1881. papa Leon XIII. je bulom Ex hac augusta uspostavio Vrhbosansku crkvenu pokrajinu. U istoj je buli odredio otvoriti metropolijsko Bogoslovno sjemenište gdje će se odgajati i obrazovati dijecezanski svećenici.
Novoizabrani vrhbosanski nadbiskup Josip Stadler je morao postaviti na noge novu biskupiju. Trebao je organizirati školovanje i odgoj budućih svećenika, karitas, unutarnje uređenje u metropoliji, a dobio je zadaću organizirati izgradnju katedrale, kaptola i bogoslovnog sjemeništa. Prvo je odlučio otvoriti dječačko sjemenište i klasičnu gimnaziju. 
Za mjesto gdje će se izgraditi buduće dječačko sjemeništa izabrao je Travnik, grad koji je bio središte katolicima u Bosni čak i za vrijeme osmanske okupacije. Grad je izabran i zato što je bio središtem središnje Bosne, koji bi se ovakvom ustanovom trebao razviti u snažno središte Katoličke Crkve i hrvatstva, što je poslije uspjelo u dobroj mjeri. Izvedbu objekta je nadzirao Ivan Holz, koji je također gradio i bogosloviju u Sarajevu.Uspostava je prošla mnoštvo nevolja i financijskih prepreka, no napokon je proradila 9. siječnja 1882. godine. Nadbiskupska gimnazija u Travniku je onda još okupljala vanjske učenike.
Učenike se učilo hrvatskom jeziku, katekizmu, biblijskoj povijesti, zemljopisu, računanju i njemačkom jeziku te krasopisu latinicom i goticom. 
Dana 8. travnja je posvećen kamen temeljac buduće zgrade u kojoj će se poslije odgajati svećeničke kandidate. 18. lipnja 1883. godine nadbiskup je blagoslovio prve zgrade koje su bile zgotovljene. Financijske su nevolje i dalje pratile izgradnju, koja je nastavljena. Do 1888. je godine zgrada je većim dijelom zgotovljena. Nadbiskup je Stadler upravu gimnazijom i sjemeništem povjerio isusovcima, jer su onda oni bili na glasu zbog svoje učenosti i vrsnog odgoja kojega su primjenjivali u svojim kolegijima diljem svijeta. Vremenom je Nadbiskupijska gimnazija primila i učenike drugih vjera koji su ju pohađali kao vanjski učenici. Suvremenik je zabilježio kako nikad nije bilo nikakvih razmirica radi vjere, nego je uvijek vladala kolegijalnost i snošljivost. 
Zanimljivost je da je zgrada sjemeništa i gimnazije tada bila najveća u cijeloj Bosni i Hercegovini. Osim toga, bio je ovaj travnički zavod je bio prvom suvremenom školom europskog tipa u BiH, uz sarajevsku gimnaziju.
Došao je trenutak kad su sjemeništarci ove gimnazije došli do teološkog studija. Tad je nadbiskup 1. rujna 1890. u zgradi travničkog Dječačkog sjemeništa otvorio prvo godište Bogoslovije, a ustanovu je dao voditi isusovcima. U istom se je razdoblju usporedno gradila zgrada vrhbosanske bogoslovije. Kad je bila osposobljena za održavanje nastave, 1. rujna 1893. sjemeništarci i profesori su preselili iz travničkog sjemeništa i otišli u Sarajevo.
Nakon Drugog svjetskog rata, tadašnje vlasti su raselile sjemenište, a sjemeništarce rastjerali[nedostaje izvor]. Potonji su se smjestili u zadarskom sjemeništu Zmajeviću. Vlasti su konfiscirali zgradu Velike gimnazije te su se u njoj 54 godine nalazile razne srednje škole.
Sredinom 1998. godine 1/3 zgrade je vraćena Vrhbosanskoj nadbiskupiji koja je odlučila otvoriti četvrti po redu Katolički školski centar u Bosni i Hercegovini (nakon centara u Sarajevu, Tuzli i Zenici) od sedam koliko ih ima u BiH (poslije su još otvoreni centri u Žepču, Banjoj Luci i Bihaću). Katolički školski centar "Petar Barbarić" Travnik sačinjavaju dvije škole: osnovna škola i Gimnazija (koju između ostalih učenika pohađaju i svećenički kandidati-sjemeništarci). Nastava se počela izvoditi 28. rujna 1998. godine u veoma teškim uvjetima, bez grijanja, stolarije, odgovarajućih nastavnih pomagala i sl. 

## Vanjske poveznice
- Odgojitelji - Nadbiskupsko sjemenište 'Petar Barbarić' - Travnik  Arhivirana inačica izvorne stranice od 1. srpnja 2016. (Wayback Machine)